# Бровко, Игорь Степанович
Игорь Степанович Бровко (13 августа 1992, Киев, Украина) — украинский футболист, полузащитник.

## Клубная карьера
Начинал карьеру в школе киевского «Динамо» (2005—2007 год), сыграв в чемпионате ДЮФЛ 41 матч, забив 7 мячей. В «Арсенале» с 2008 года. В ДЮФЛ сыграл за клуб 16 матчей, забил 9 мячей.
В 2009 году подписал с киевским «Арсеналом» первый профессиональный контракт и стал выступать за молодёжную команду и команду дублёров, в составе которой отыграл более 60 матчей.
31 октября 2012 года дебютировал за первую команду «Арсенала». В кубковом матче против краматорского «Авангарда» Бровко вышел в стартовом составе и провёл на поле 62 минуты, после чего был заменён Сандро Кобахидзе, который, к слову, принёс «канонирам» победу в этом поединке.
10 марта 2013 года дебютировал за основную команду в матче Премьер-лиги против харьковского «Металлиста», выйдя на поле на 62 минуте вместо Ярослава Мартынюка. В итоге команда проиграла 1:2, и эта игра стала пока единственной в Премьер-лиге для Игоря.
В начале 2014 года, после расформирования «канониров», перешёл в другой премьерлиговый клуб «Говерла». Однако к концу сезона лишь сыграл 9 матчей в молодёжной команде, после чего покинул ужгородцев. Вскоре Игорь получил тяжелую травму колена, восстановительный процесс занял около года.
В июле 2015 года вернулся в столичный «Арсенал», который начинал выступления во Второй лиге. В конце марта 2016 стал игроком клуба «Арсенал-Киевщина». В конце июля того же года перешел в состав стрыйской «Скалы».

## Выступления за сборную
В 2010 году сыграл 2 матча в составе юношеской сборной Украины.